# Igreja de Timios Stavros
Timios Stravos (ou Santa Cruz; em grego: Τιμίου Σταυρού) é uma igreja bizantina de pedra localizada no topo do Monte Ida, dedicada a Timios Stravos. No dia 14 de setembro, dia de Santa Cruz, há uma celebração na igreja onde os habitantes locais sobem ao topo das montanhas acompanhados de um padre e lá permanecem durante a noite.